# Cmentarz Południowy w Sanoku
Cmentarz Południowy w Sanoku – cmentarz w Sanoku.
Jest położony przy ulicy Ustronie, w południowej części miasta, w pobliżu wsi Płowce. Do cmentarza dojeżdża linia autobusowa Miejskiej Komunikacji Samochodowej w Sanoku.
W lipcu 1995 miasto Sanok nabyło od Agencji Rynku Rolnego działkę o łącznej powierzchni 36 ha, z przeznaczeniem na powstanie nowego cmentarza w Sanoku. Pod koniec lat 90. XX wieku cmentarz planowano na obszarze 9 ha z przewidzianym miejscem na 12050 pochówków. Poświęcenia cmentarza dokonał ks. Feliks Kwaśny 20 października 2000.

## Pochowani
- Franciszek Adamiak (1940-2002), nadkomisarz Policji
- Julian Tomkowicz (1924-2005), żołnierz Armii Krajowej
- Eugeniusz Kędziora (1928-2005), podpułkownik Wojska Polskiego
- Jan Szelc (1935-2008), poeta, nauczyciel
- Adam Łakos (1947-2008), hokeista
- Edmund Janusz (1928-2009), oficer Milicji Obywatelskiej
- Tadeusz Płoszaj (1926-2010), żołnierz, leśnik
- Anna Nawracaj (1949-2002), nauczycielka historii[6]

W sierpniu 2013 na Cmentarzu Południowym w Sanoku dokonano zbiorowego pochówku szczątków ludzkich wydobytych w czasie wykopalisk w miejscu starego cmentarza w Sanoku oraz odnalezionych podczas prac archeologicznych w innych miejscach Sanoka.